# トヨタ・インディV8
トヨタ・インディV8（Toyota Indy V8）は、トヨタ・レーシング・ディベロップメントが設計、開発、製造したインディカー用のレシプロエンジン。2003年から2005年までインディカー・シリーズで使用された。

## 概要
2003年のインディカー用に設計・開発され、同年3月に開幕戦（マイアミ）でデビュー。2002年2月に動力計のテストを開始し、7月にレースカーでのテストを実施された。
2005年シーズン終了後、チーム・ペンスキーとターゲット・チップ・ガナッシ・レーシングがホンダエンジンにスイッチしたため、インディカー・シリーズから撤退した。